# A Chart of Biography

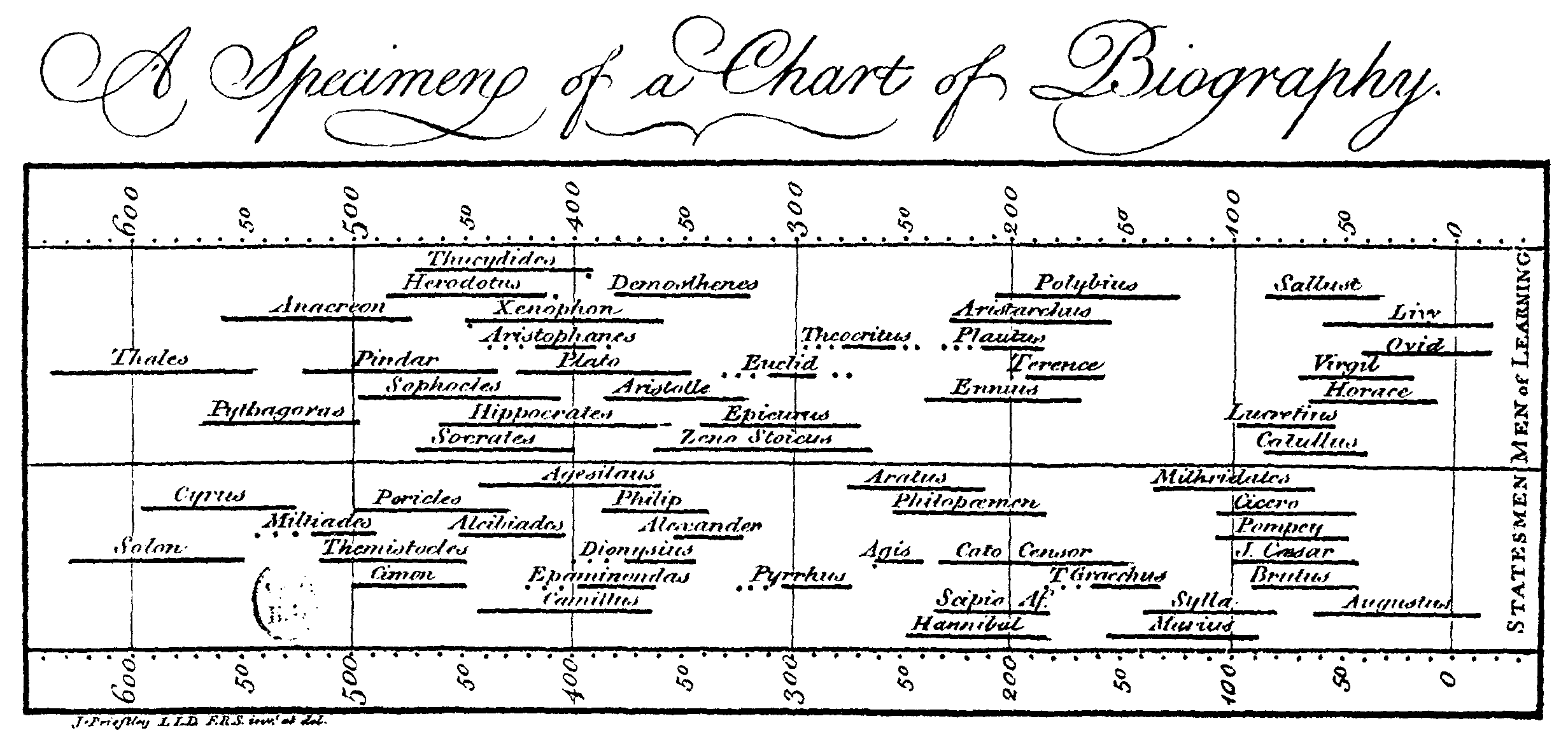
Version manuscrite de A Chart of Biography (1765)

A Chart of Biography, publié en 1765, est un tableau et sa description réalisés par le polymathe britannique Joseph Priestley. Il compose un supplément de son Lectures on History and General Policy. 
Priestley pensait que ses Charts donneraient à ses étudiants « une juste image de l'essor, du progrès, de l'étendue, de la durée et de l'état actuel de tous les grands empires ayant jamais existé de par le monde ».